# Sopronnyék
Sopronnyék (németül Neckenmarkt, horvátul Lekindrof) mezőváros Ausztriában, Burgenland tartományban, a Felsőpulyai járásban.

## Fekvése
Felsőpulyától 15 km-re északra a Soproni-hegység déli lábánál fekszik. Hasfalva tartozik hozzá.
A kataszteri közösségek Hasfalva és Neckenmarkt.

## Nevének eredete
Neve az ősi magyar Nyék törzsnévből származik.

## Története
Sopronnyék területén már a római korban légiós állomáshely volt.
A települést 1279-ben Aba Lőrincnek a borsmonostori apátság részére kiállított adománylevelében említik először "Neek" alakban. 1358-ban "Nyek", 1359-ben "Poss. Neyk" alakban említik a korabeli források.
13. században épített vára a községtől délnyugatra állt, 1289-ben I. Albert osztrák herceg pusztította el. Ma csak egy félkör alakú árok és a vastag várfal nyomai emlékeztetnek rá. A vár elpusztulása után a település jelentősége csökkent, mint vámszedőhely a lánzséri uradalomhoz került. Gótikus temploma 1500-ban már állt, a Szentlélek tiszteletére szentelték.
1620-ban a császáriak oldalán lakosai is részt vettek a lakompaki csatában, melynek emlékére minden úrnapján zászlós felvonulást tartanak. A csata előzménye az volt, hogy a Bethlen Gábor vezette felkelés során Esterházy Miklós a császár oldalára állt. Miután császár követeléseivel Sopronba érkezett, 1620. szeptember 26-án a városi tanács haragja elől saját kastélyába kényszerült menekülni. Visszavonulása során azonban Huszár István és Petneházy István mintegy 4000 fős lovasságával rajtaütött. Esterházy megbékélést színlelt, de eközben segítségül hívta a környékbeli jobbágyokat. Közben megérkezett Heinrich Dampierre-Duval generális a császári erőkkel és Lakompaknál legyőzték a felkelőket. A csatában 1200 felkelő mellett Bethlen vezére Tarródy Mátyás is elesett. A győzelem kivívásában a sopronnyéki jobbágyok nagy szerepet játszottak, ezért a csata után hűségükért kiváltságokban részesültek. Esterházy elérte, hogy a falu lakói a korábban a lánzséri uradalomhoz tartozó erdőket saját tulajdonba kapják. A sopronnyékiek ezen túl abban a kiváltságban is részesültek, hogy különleges ünnepi alkalmakkor kék hajdúegyenruhában, fegyverrel és a királyi zászlót hordozva jelenhettek meg. A 37 kilós zászlót személyesen Esterházy Miklós herceg ajándékozta a falunak. A mai napig is amikor az úrnapi körmenet a falu egészén átvonul a hajdúegyenruhás legények az Esterházy herceg által adományozott zászlóval kísérik az oltáriszentséget.
A faluba 1624-ben jezsuiták érkeztek, akik 1646-ig tevékenykedtek itt. Mivel a falu temploma az evangélikusoké volt felépítették a Szent György tiszteletére szentelt kápolnát, majd a templom visszaszerzése után újjáépítették a templomot is.
Vályi András szerint "NYÉK. Ekkenmárkt. Német mező Város Sopron Várm. földes Ura H. Eszterházy Uraság, lakosai katolikusok, fekszik hegyes helyen Soprontól, 3/8 mértföldnyire, határja közép termékenységű, búzát, rozsot, árpát, zabot, pohánhat terem, jó bora van, sok az erdeje, kevés a’ réttye, más javai is meg lehetősek."
Fényes Elek szerint "Nyék, németül Neckenmarkt, német m. v. Sopron vmegyében, Sopronhoz délre 1 1/2 mfd. Lakja 1700 kath. lak., kik közt 110 telkesgazda, 114 zsellér, 116 lakó, egy curia, 7 malom. Házaik többnyire téglából épültek, de rendetlenűl. Hegyes, völgyes határa 4721 hold, mellyből szántóföld 1344 h., rét 563 h., legelő 328 h., szőlőhegy 350 h. utak, vizmosások 147 h., belsőség 132 hold. Erdeje van a közönségnek 1856 hold, melly jó karban tartatik, s tölgy, nyír, éger, bikk és fenyő fákból áll. Szántóföldje 3-ik osztálybeli. F. u. h. Eszterházy, de hajdan nemesek birták, s kőfallal keritett város volt."
Érdekesség, hogy a települést érintette volna az 1847-ben tervezett Sopron-Kőszeg-Szombathely-Rum-Zalaszentgrót-Nagykanizsa vasútvonal.
1910-ben 1790, túlnyomórészt német lakosa volt. A trianoni békeszerződésig Sopron vármegye Soproni járásához tartozott. 1921-ben a trianoni és saint germaini békeszerződések értelmében Ausztria része lett.

## Nevezetességei
- A Szentlélek tiszteletére szentelt római katolikus temploma eredetileg gótikus erődtemplom, amelyet 1642-ben barokk stílusban átépítettek, de védőfala megmaradt. Déli oldala gótikus maradványokat őriz, az ehhez az oldalhoz hozzáépült ún. "Hasfalvi-kápolna" eredetileg védelmi épület volt A neogótikus főoltárt Szent István és Szent László aranyozott szobra díszíti. A két szép barokk mellékoltár a 18. század közepén készült.
- A határ közelében álló Szent Donát kápolna 1660-ban épült.
- A Sopronnyékhez tartozó Hasfalva arról a bronzkori kultikus leletről nevezetes, melyet 1914-ben találták a hasfalvi homokbányában. A lelet korát 3000-3500 évesre teszik. Pontos rendeltetése a mai napig sem tisztázott, lehet szertartási tárgy, gong vagy bronzkorona is. Súlya 4,7 kg, magassága 27,8 cm, átmérője 41 cm. Ma a soproni Liszt Ferenc múzeumban látható.

## Külső hivatkozások
- Hivatalos oldal
- Szaniszló Inocent-Mária O.P.:Esterházy Miklós megtérése és a nagyszombati jezsuiták missziós munkája Sopronnyéken Archiválva 2009. augusztus 14-i dátummal a Wayback Machine-ben
- Sopronnyék temploma a magyar várak honlapján[halott link]
- Magyar katolikus lexikon